# Neptune Orient Lines
Neptune Orient Lines Limited (NOL) was een grote containerrederij uit Singapore. De rederij maakte gebruik van de merknaam APL, de afkorting voor American President Lines. Vanaf juni 2016 is NOL in handen van de Franse rederij CMA CGM.

## Activiteiten
NOL was een beursgenoteerde holdingmaatschappij, met als belangrijkste dochteronderneming de containerrederij American President Lines (APL). Deze rederij vervoerde ongeveer 2,5 miljoen TEU in 2015. Per jaareinde 2015 ha de vloot een capaciteit van 550.000 TEU. APL was vooral actief op de routes tussen Azië en Noord- en Zuid-Amerika en binnen Azië. APL beschikte over eigen containerterminals aan de Amerikaanse westkust, in Los Angeles en Dutch Harbor, in Japan, Kobe en Yokohama, en in Kaohsiung (Taiwan).
In 2015 realiseerde APL een jaaromzet van US$ 6 miljard. In de laatste vier jaren tot en met 2015 leed de reder forse verliezen. In 2015 kwam de nettowinst kwam uit op US$ 707 miljoen, maar dit bedrag is inclusief een boekwinst van US$ 888 miljoen op de verkoop van APL Logistics. Exclusief deze bijzondere bate leed het bedrijf een verlies van US$ 181 miljoen.

## Geschiedenis
In december 1968 werd Neptune Orient Lines opgericht. Het was een reder waarvan alle aandelen in handen waren van de staat. Het doel was een bijdrage te leveren aan de economische ontwikkeling van de eilandstaat.
In de zeventiger jaren werd de container geïntroduceerd. De reder werd ook actief met containerschepen en andere scheepvaartactiviteiten werden in de daaropvolgende jaren gereduceerd. In 1997 werd American President Lines overgenomen voor US$ 825 miljoen. De combinatie had toen een vloot van 113 schepen waarvan 76 containerschepen met een capaciteit van ongeveer 200.000 TEUs. Na de overname werden de containeractiviteiten onder deze naam voortgezet. De NOL naam werd behouden voor de holdingmaatschappij die een beursnotering had gekregen op de beurs van Singapore. Onder de holding vielen ook de logistiek activiteiten van APL Logistics die in 2001 werd opgericht. In 2003 werden alle tankeractiviteiten van dochterbedrijven AET en NAS verkocht en alleen ging men door met de containeractiviteiten en logistieke diensten.
APL was lange tijd lid van New World Alliance samen met Hyundai Merchant Marine (HMM) en Mitsui O.S.K. Lines (MOL). In november 2011 werd bekend dat de alliantie met de Grand Alliance samen zal gaan en verder zal opereren onder de nieuwe naam G6 Alliance. Nippon Yusen Kaisha Line (NYK), Hapag-Lloyd en Orient Overseas Container Line (OOCL) waren alle lid van de Grand Alliance. Vanaf april 2012 was het G6 consortium effectief.
In februari 2015 werd APL Logistics verkocht aan het Japanse bedrijf Kintetsu World Express voor US$ 1,2 miljard. Op 29 mei 2015 werd deze verkoop afgerond. Met de verkoop ging een vijfde van de omzet weg en resteerden alleen de containerdiensten.
In november 2015 werd bekend dat NOL in gesprek was met twee andere rederijen, A.P. Møller-Mærsk Group en CMA CGM, over een mogelijke overname. Later die maand werd bekend dat Maersk was afgehaakt en alleen CMA CGM nog verder praatte. NOL had een aandeel van 2,7% in de markt voor het wereldwijde zeetransport van containers en CMA CGM was ongeveer driemaal groter met een marktaandeel van 8,8%. Op 7 december 2015 bracht de Franse reder een bod uit van 2,2 miljard euro op NOL. Grootaandeelhouder Temasek Holdings, met een aandelenbelang van 25%, had al toegezegd het bod te accepteren. De twee hadden toen een gecombineerde jaaromzet van US$ 22 miljard en een vloot van of 563 schepen. De fusie werd in juli 2016 afgerond.